# 伯爾齊
伯爾齊（發音：[ˈbəltsʲ] ⓘ）是摩爾多瓦按人口計算的第三大城市（僅次於首都基希讷乌及蒂拉斯波爾）。在經濟重要性及面積方面排在第二位，僅次於基希讷乌。该市拥有市镇地位。伯爾齊被譽為摩爾多瓦的「北方首都」，是北部的工業、文化、商业中心及交通樞紐。该市位於基希讷乌以北127公里，位于魯特河畔。
直至最近，伯爾齊的选民主要支持摩尔多瓦共和国共产党人党，原因是该市镇内有大量的说俄语的人口（43%），而他们主要投票给共产党人党。但是对共产主义的支持率在最近三次选举中持续下降。

## 友好城市
- 乌克兰 斯特雷
- 保加利亚 斯莫梁
- 希腊 拉里萨
- 罗马尼亚 米耶尔库雷亚丘克
- 匈牙利 久洛
- 白俄罗斯 奥尔沙
- 土耳其 伊兹密尔
- 朝鲜 开城市
- 乌克兰 赫梅利尼茨基
- 美国 佛羅里達州 莱克兰
- 波兰 普沃茨克
- 白俄罗斯 维捷布斯克
- 希腊 斯巴达